# Asbjørn Bodahl
Asbjørn Bodahl (Sarpsborg, 1896. április 20. – Sarpsborg, 1962. december 21.) olimpiai ezüstérmes norvég tornász.
Ez első világháború után az 1920. évi nyári olimpiai játékokon, mint tornász versenyzett és szabadon választott gyakorlatokkal, csapat összetettben ezüstérmes lett.
Klubcsapata a Turn- og Idrettslaget National volt.